# Ashton, Nebraska
Ashton är en ort i Sherman County i delstaten Nebraska, USA.